# Elysium Star 2
Elysium Star 2 ist ein Bestattungssatellit des US-amerikanischen Weltraumbestattungsunternehmens Elysium Space. Er wurde am 3. Dezember 2018 zusammen mit 63 weiteren Satelliten an Bord des Rideshare-Flugs SSO-A ins All gebracht. Seitdem umkreist er die Erde in einer polaren Umlaufbahn, allerdings nicht frei fliegend, sondern innerhalb einer schweren Transportvorrichtung. Mit dieser wird er wieder in die Erdatmosphäre eintreten und verglühen.

## Satellit
Elysium Star 2 ist ein 1U-Cubesat, das heißt ein Würfel mit 10 Zentimetern Kantenlänge. Die Seitenflächen des Würfels sind in blankem Aluminium ausgeführt. Im Inneren befinden sich – laut Angaben von Elysium Space – etwa 100 kleine Aluminiumbehälter mit Teilen der Asche je eines kremierten Verstorbenen. Es wäre noch Platz für mehrere hundert weitere dieser Kapseln gewesen. Der Satellit ist mit einem Cubit-Identifikator versehen, einem kleinen Funksender, der ein Erkennungssignal ausstrahlt.
Elysium ist die lateinische Bezeichnung für die „Insel der Seligen“ in der griechischen Mythologie. Der Name des Satelliten lässt sich demnach mit „Stern der Insel der Seligen Nr. 2“ übersetzen.

## Mission
Der Satellit war eine von 64 Nutzlasten des Rideshare-Flugs SSO-A. Zu den übrigen 63 zählten unter anderem das Weltraumkunstwerk Orbital Reflector und der deutsche Forschungssatellit Eucropis. Ursprünglich sollten über 80 Satelliten an Bord sein, aber nicht alle davon wurden bis zum Starttermin fertiggestellt.
Die Mission wurde von dem Rideshare-Dienstleister Spaceflight Industries organisiert, der dafür bei SpaceX eine Falcon-9-Rakete buchte. „SSO“ steht als Abkürzung für die sonnensynchrone Umlaufbahn (englisch sun-synchronous orbit), in die die Satelliten auszusetzen waren; „A“ bezeichnete den ersten einer geplanten Serie solcher Falcon-9-Rideshare-Flüge von Spaceflight. Es blieb jedoch auch der vorerst letzte, weil sich die Organisation der Mission wegen der zahlreichen Nutzlasten als sehr aufwändig erwies.
Elysium Space nannte die Bestattungsaktion Shooting Star Memorial („Sternschnuppengedenken“), in Anspielung auf das Verglühen des Satelliten in der Erdatmosphäre zum Missionsende. Für jede der mitgeführten Mini-Urnen zahlten die jeweiligen Angehörigen 2490 US-Dollar. Es war der zweite Bestattungsflug des Unternehmens, nachdem der erste Versuch mit der Rakete Super Strypi im Jahr 2015 gescheitert war: Die Rakete hatte wegen eines technischen Problems keine Erdumlaufbahn erreicht.

## Startvorbereitung
Für den Start wurde Elysium Star 2 zusammen mit weiteren Satelliten in einer von zwei ringförmigen Transporthalterungen montiert, dem sogenannten unteren „Free-Flyer“ (deutsch „Freiflieger“). Den unteren Free-Flyer hatte Spaceflight Industries selbst entwickelt. „Unten“ bezieht sich hier auf die Montageposition auf der Rakete: Der obere Free-Flyer wurde auf den unteren gestapelt. „Free-Flyer“ bedeutet, dass das Gerät sich nach dem Start von der oberen Raketenstufe löst und frei im Weltraum schwebt, bevor es die Nutzlasten aussetzt.
Nach Aussage des Projektverantwortlichen bei Spaceflight musste der Bestattungssatellit fest in der Halterung verbaut werden, weil Elysium Space nicht die vorgeschriebene behördliche Genehmigung für einen Auswurf nach dem Start vorgewiesen hatte. Thomas Civeit, Gründer und Leiter von Elysium, bestritt dies – die Genehmigung sei vorhanden gewesen, aber Spaceflight habe sich wohl aus anderen Gründen für diese Vorgehensweise entschieden. Ein Problem sah er darin nicht, entscheidend sei der Transport der Aschekapseln in eine Erdumlaufbahn.

## Missionsverlauf

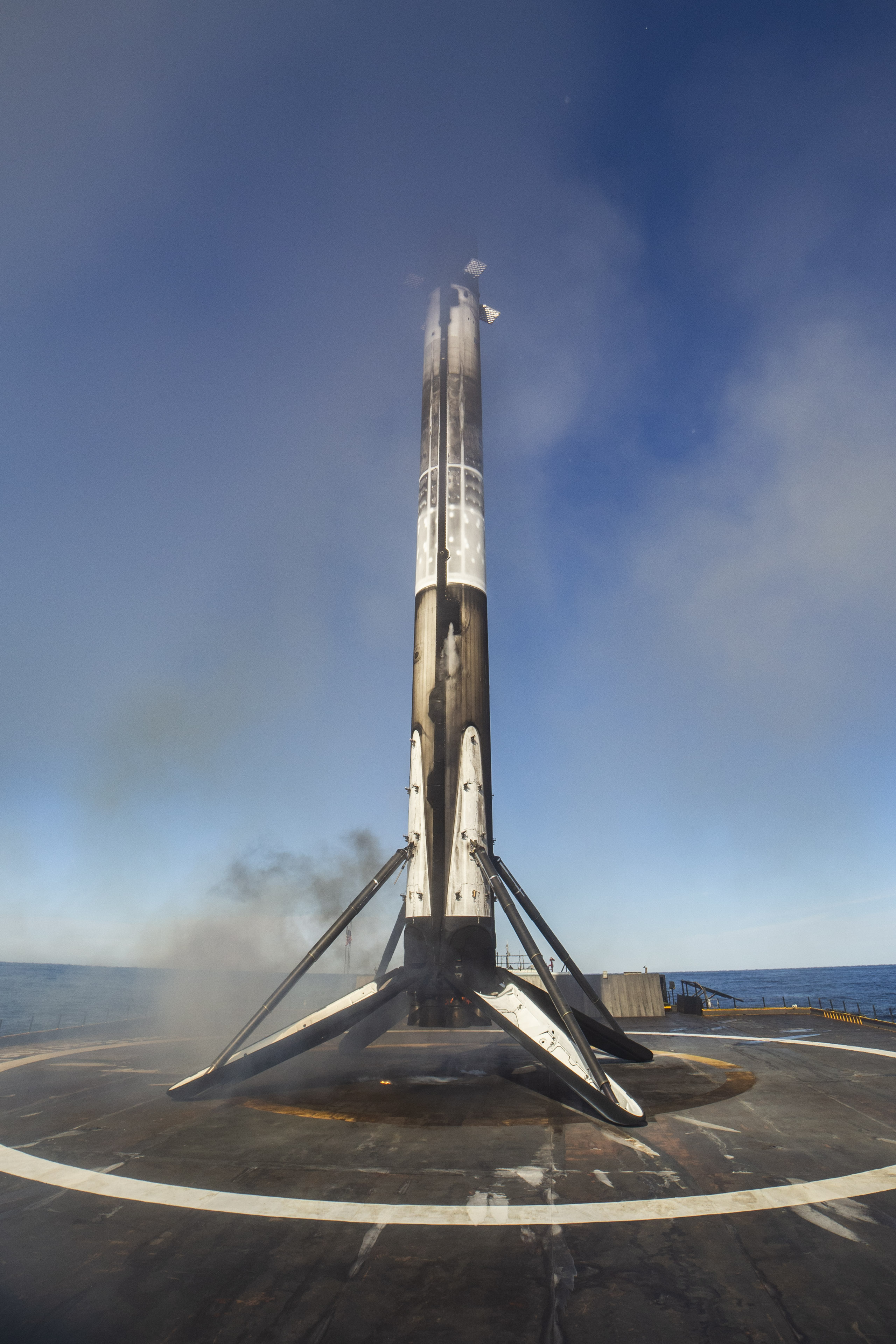
Die Erststufe der Falcon 9 ist auf Just Read the Instructions gelandet

Die Mission SSO-A startete am 3. Dezember 2018 um 10:34 Uhr Ortszeit (19:34 Uhr MEZ) von der Vandenberg Air Force Base in Kalifornien. Erstmals in der Geschichte der Raumfahrt absolvierte dabei eine Raketenstufe (die Erststufe der Falcon 9) einen dritten Flug. Anschließend landete sie auf dem Drohnenschiff Just Read the Instructions im Pazifik.
Die zweite Stufe setzte 43 Minuten nach dem Start die beiden Free-Flyer in die vorgesehene Umlaufbahn aus. Dort warfen sie im Abstand von jeweils mehreren Minuten die 63 genehmigten Satelliten aus, was insgesamt vier Stunden dauerte. Elysium Star 2 verblieb als einzige Nutzlast im unteren Free-Flyer.
Anschließend waren die 65 neuen Objekte in All zu identifizieren, was jeweils von der U.S. Air Force (mittels ihres Space Surveillance System) in Zusammenarbeit mit der Aufsichtsbehörde FCC und dem Satellitenbetreiber erledigt wird. Diese Identifizierungsphase zog sich über Monate hin, weil die Mitarbeiter der FCC wegen der US-Haushaltssperre 2018/19 vorübergehend beurlaubt waren und danach Rückstände abzuarbeiten hatten. Außerdem gestaltete es sich schwierig, die zahlreichen Kleinsatelliten in ähnlichen Umlaufbahnen voneinander zu unterscheiden. Mehrere blieben unerkannt. Die beiden Free-Flyer konnten hingegen zugeordnet werden.
Für den weiteren Verlauf war geplant, dass Elysium Star 2 nach zwei Jahren Aufenthalt im All wieder in die Erdatmosphäre eintritt. Durch den Verbleib in der Transportvorrichtung verlängert sich jedoch die Flugdauer, weil dieses massive Gerät weniger Bremswirkung durch exosphärische Reibung erfährt als der leichte Cubesat. Obwohl jeder der beiden Free-Flyer über ein Bremssegel von 16 Quadratmetern Fläche verfügt, wird derjenige mit dem Bestattungssatelliten voraussichtlich erst nach einigen Jahren in der Atmosphäre verglühen. Der andere bleibt wegen seines größeren Gewichts sogar noch länger in einer Umlaufbahn.